# استان‌های متحد ریو د لا پلاتا
استان‌های متحدهٔ ریو د لا پلاته (اسپانیایی: Provincias Unidas del Río de la Plata‎), که مدتی هم به نام استان‌های متحد آمریکای جنوبی (اسپانیایی: Provincias Unidas de Sudamérica‎) نامیده می‌شد، کنفدراسیونی از ممالک بود که پس از سقوط نایب‌الملک ریو د لا پلاتا، در اثر انقلاب مه در سال ۱۸۱۰ و جنگ استقلال آرژانتین، به وجود آمد. بسیاری از قلمروهای پیشین نایب‌الملک ریو د لا پلاتا در این کشور به پایتختی بوئنوس آیرس قرار گرفتند. این کشور بعدها آرژانتین را پدیدآورد.

## حکومت
تغییر نایب‌الملک به استان‌های متحد تنها یک تغییر فرمانروا نبود، بلکه این یک انقلاب گسترده بود که منجر به گذار از پادشاهی مطلقه و رسیدن به جمهوری شد. این انقلاب تحت تأثیر موج روشن‌گری در اروپا و جنگ شبه‌جزیره بود که در آن پادشاهی اسپانیا تضعیف گردید. مفهوم تفکیک قوا به تدریج به ابزاری برای جلوگیری از استبداد تبدیل شد.: ۱۲ 
در حالی که در ابتدای انقلاب مه تنها شهر بوینس آیرس حکومت پریمرا خونتا را تأسیس نموده بود، با روی کار آمدن خونتا گرانده دیگر شهرها هم در حکومت ریو د لا پلاته شریک شدند. تغییرات در شیوهٔ حکومت ریو د لا پلاته توأمان با جنگ‌های استقلال آرژانتین ادامه یافت و در نهایت این کشور به چندین کشور دیگر تقسیم و تجزیه شد. آرژانتین، اروگوئه، پاراگوئه، بولیوی و بخش‌هایی از برزیل حاصل این تجزیه بودند.

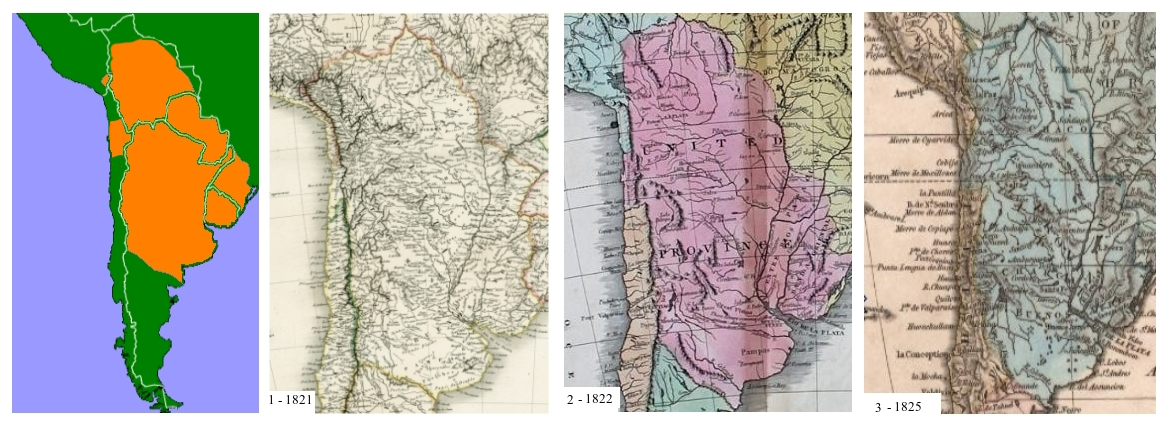
استان‌های متحد ریو د لا پلاتا در دههٔ ۱۸۲۰، بنا بر تصور نقشه‌نگاران آن زمان 1821: Carte physique et politique de l'Amérique méridionale. 1822: The American Atlas by Carey & Lea. 1825: South America by Fisher.